# HMS Vanguard (1870)
HMS Vanguard hørte til Audacious klassen af panserskibe i Royal Navy, bygget i slutningen af 1860'erne. Klassen var designet som "panserskibe af anden klasse", og var dermed udset til oversøisk tjeneste. Vanguard nåede imidlertid aldrig så langt. Det var vagtskib ved Dún Laoghaire, (der dengang hed Kingstown) og under tjenesten her blev det vædret og sank 1. september 1875. Navnet betyder "fortrop", og skibet var det ottende af foreløbigt 11 med dette navn i Royal Navy.

## Design og konstruktion
Panserskibene af Audacious klassen var "central battery ships", altså skibe med artilleri og panser koncentreret i et batteri midtskibs. Typen betegnes også som kasematskib. Udformningen af batteriet blev ændret, så de blev de første britiske panserskibe med kanonerne fordelt over to dæk. Helt i tråd med tidens ideer om søkrigsførelse var det udstyret med vædderstævn. Besætningen var på 450 mand.
HMS Vanguard var 85,3 meter lang. Bredden var 16,5 meter og dybgangen omkring syv meter. Skibene af Audacious klassen var periodens mest stabile britiske panserskibe.

### Fremdrift
Vanguard havde to to-cylindrede dampmaskiner fra firmaet Ravenhill. Disse var klassens bedste, og det betød, at Vanguard præsterede 14,5 knob på sin prøvesejlads, som det hurtigste af de fire søsterskibe. Der var plads om bord til 460 tons kul, hvilket rakte til 1.260 sømil ved en fart på 10 knob.
Audacious klassen var fra starten fuldriggere, med et sejlareal på 2.328 m². Efter at HMS Captain var forlist i 1870, blev det besluttet at ændre dem til barkriggede skibe, med et sejlareal på 2.202 m². De var langsomme under sejl, hvor de kun kunne præstere 6,5 knob, blandt andet på grund af modstanden fra skruerne. De tre skibe i klassen, der havde balanceret ror (Audacious, Vanguard og Invincible), blev beskrevet som uhåndterlige, når de kun gik under sejl.

### Artilleri
HMS Vanguard havde 10 styk 22,9 cm kanoner og fire 15,2 cm kanoner, alle riflede forladere. Seks af de ti 22,9 cm kanoner stod på kanondækket, fordelt med tre i hver side. På det øverste dæk stod de sidste fire svære kanoner, i hvert sit hjørne af den pansrede kasemat, så de fik større skudfelt. Desuden kunne disse fire kanoner bruges i al slags vejr, uden risiko for at der trængte vand ind gennem kanonportene. De fire 15,2 cm kanoner var opstillet uden for kasematten, på det øverste dæk, to med skudfelt forud og to med skudfelt agterud. Endelig havde skibet seks salutkanoner.
De kraftige 22,9 cm kanoner havde et projektil med en vægt på 254 pund (115,2 kg) og hver kanon vejede 12 tons. Mundingshastigheden var 430 m/sekund og projektilerne var i stand til at gennembryde 287 mm jernpanser på klos hold. De mindre 15,2-centimeter kanoner affyrede projektiler med en vægt på 64 pund (29,0 kg) og deres mundingshastighed var 343 m/sekund.

### Panser
Vanguard var beskyttet hele vejen langs vandlinjen af et smedejernspanser, der var 203 mm tykt midtskibs og aftog til 152 mm. Vandlinjepanseret dækkede et område op til en meter over vandlinjen og 1,5 m under vandlinjen. Kanonerne i kasematten var beskyttet af 203 mm panser, og pansringen af den tværgående del af kasematten var mellem 127 og 203 mm. Panseret var fastgjort på et lag teaktræ på mellem 203 og 254 mm. Den samlede vægt af panseret var 939 tons.

## Tjeneste
HMS Vanguard blev bestilt hos Lairds værft i Birkenhead ved Liverpool. Skibet blev køllagt 21. oktober 1867 og søsat 3. januar 1870. Vanguard var færdigt 28. september 1870 og blev sendt til Kingstown som vagtskib.
Vagtskibene tilbragte i sagens natur megen tid på egen hånd, så for at træne dem (og skibene i reserve) i manøvrer som eskadre, arrangerede Royal Navy hver sommer en eskadreøvelse for disse skibe. Under øvelsen i august-september 1875 var Vanguard sammen med søsterskibet Iron Duke og de to ældre panserskibe Warrior og Hector. Ud for Dublin, den 1. september 1875, løb skibene ind i tæt tåge. Iron Duke kom ud af kurs, og havde ikke damp nok til at bruge sit tågehorn. Overraskelsen var derfor komplet om bord på Vanguard, da Iron Duke pludselig kom ud af tågen på tværgående kurs, og selv om man forsøgte at dreje af, gik Iron Dukes vædderstævn direkte ind i siden på Vanguard og rev et stort hul i skibssiden omkring kedlerne. Pumperne på Vanguard kunne klare omkring 25 liter i sekundet, med indstrømningen var omkring 850 liter i sekundet, og i øvrigt holdt pumperne op med at fungere, da havvandet nåede kedlerne, 10 minutter efter kollisionen. Vanguard sank i løbet af 70 minutter, men det lykkes at redde hele besætningen. Sænkningen viste vædderstævnens effektivitet, men kritikere af den kunne stadig med rette hævde, at med fuld sigtbarhed ville Vangauard uden problemer have undgået påsejlingen. Vanguard var det første større skib Royal Navy havde mistet ved en kollision, og captain (kommandør) Richard Dawkins blev stærkt kritiseret ved det efterfølgende søforhør, og han fik aldrig senere kommando til søs. I offentligheden var der imidlertid stor forståelse for hans manglende muligheder for at redde situationen. Admiralitetet havde straks efter sænkningen planer om at hæve Vanguard, der lå på 50 meters dybde, men det blev opgivet.